# Zipflbob

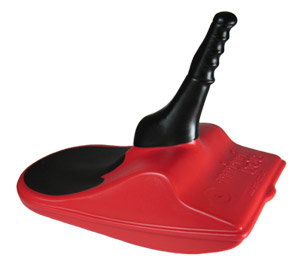
Mini-Bob / Zipflbob

Der Zipflbob, Zipfybob, auch Minibob, ist ein Rodelgerät, das 1969 von Johann Uttenthaler erfunden wurde.

## Geschichte und Technik
Als Grundlage für den mini bob diente eine Kohlenschaufel, auf der man, den Stiel voraus, über den Schnee rutschte. Diese Idee wurde 1969 von Johann Uttenthaler und Siegmund Loeger als Minibob umgesetzt. Nach dem Tod von Johann Uttenthaler im Jahre 1975 gingen die Patentrechte vollständig an die Firma Loeger über, welche den mini bob seit 1976 produziert und weltweit vermarktet.
Seit 1976 wird der mini bob nahezu unverändert in Deutschland industriell aus Kunststoff hergestellt. Im Laufe der Zeit wurden kleinere Modifikationen am Griff, der Sitzfläche sowie der Aufschrift vorgenommen. Der mini bob besteht aus einer kleinen, kufenlosen Sitzfläche (daher kein Schlitten im eigentlichen Sinne) sowie einem Haltegriff, der zwischen die Beine genommen wird, und als Bremse und zugleich – unterstützt durch die Füße – als Steuerhebel dient. Durch seine Form lässt sich der mini bob auch mit wenig Übung leicht und präzise steuern.

## Geschichtliche Vorläufer

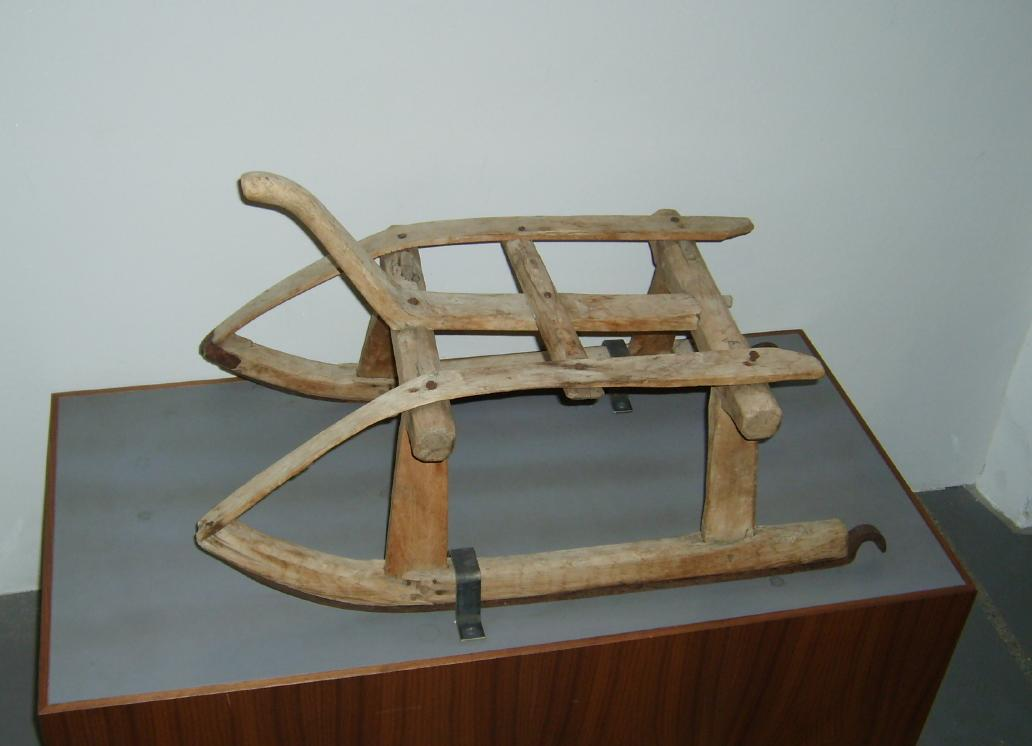
Historischer Zipflschlitten

Bereits in wesentlich früheren Zeiten, lange vor der Erfindung der Kohlenschaufel, wurde der Nutzen eines zentralen Haltegriffes am Schlitten erkannt.
Bei dem abgebildeten Modell aus dem Tiroler Volkskunstmuseum befinden sich am Ende der stählernen Gleitkufen angeschmiedete Haken,
die durch Aufkippen des Schlittens mittels des „Zipfls“, zum Zwecke der Geschwindigkeitsverringerung in Eingriff mit dem Untergrund gebracht werden können.

## Nachbauten
Derzeit bieten vier weitere Produzenten Nachbauten des Mini-Bobs unter den Markennamen „Zione“ und „Zipfy“ an. Auch gibt es noch eine Weiterentwicklung unter dem Namen „Zipflracer“. Der Zione sowie der Zipfy sind, so deren Hersteller, aktualisierte Versionen des ursprünglichen Mini-Bobs, welche lediglich geringe optische und technische Änderungen aufweisen.  Weniger wendig, dafür sehr spurtreu soll der Zipflracer sein, der eine deutlich andere Optik als der ursprüngliche Mini-Bob hat. Durch sein hohes Eigengewicht eignet er sich weniger für Kinder als eher für erwachsene Fahrer. Der Zione ist das jüngste Produkt in der Palette der kleinen Plastikbobs und unterscheidet sich ebenfalls kaum vom original Mini Bob.
Der Zipflbob 2.0 unterscheidet sich nur dadurch vom original Mini Bob, dass er je zwei Löcher an der Außenwand besitzt, durch die Metallstangen mit Rollen geschoben werden können. Auf Asphalt erreicht man damit Geschwindigkeiten bis zu 100 Kilometer pro Stunde.

## Der Mini Bob als Sportgerät

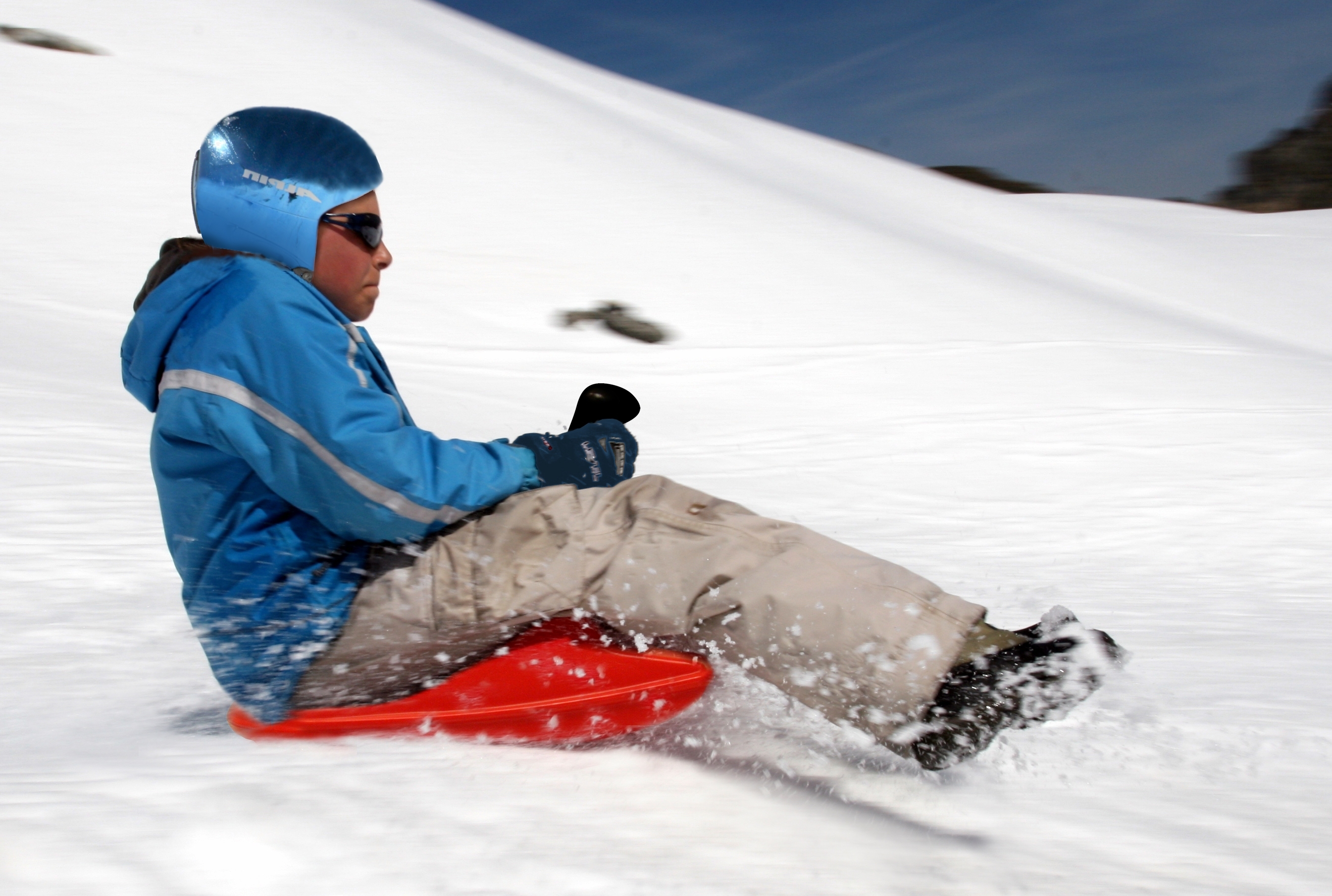
Abfahrt mit einem Zipflbob

Seit 1999 werden mit dem Mini-Bob Rennen, unter anderem als Zipflbob Cross, ausgetragen. Dabei starten vier Fahrer gleichzeitig in den Parcours mit Steilkurven, Sprüngen und Richtungstoren. Die beiden Schnelleren steigen jeweils in die nächste Runde auf, bis sich ein Finale der besten Fahrer ergibt. Weitere Disziplinen sind Downhill und Speed mit Einzelzeitnehmung.
Im Jahre 2002 wurde die erste Zipflbob World Series mit Rennen in Österreich, Deutschland und der Schweiz durchgeführt als internationale Meisterschaft nach FIS-Richtlinien. Die einzelnen Veranstaltungen nennen sich Zipflbob Challenge.
Im September 2009 wurde der Zipflbob-Weltverband, die International Zipflbob Federation (IZF) gegründet. 30 offizielle Zipflbob-Rennen weist der Kalender des IZF für die Wintersaison 2009/2010 aus. Erstmals wurden Zipflbobrennen rund um den Erdball veranstaltet. Zu den traditionellen Zipflbob-Veranstalterländern Österreich, Deutschland und der Schweiz kamen erstmals Rennen in den USA, Italien und Frankreich.
Den aktuellen Geschwindigkeitsweltrekord (2009) im Zipflbobrennen hält mit 157,34 km/h der Pitztaler Frederik Eiter.
Allein in Österreich liegt die Zahl der Zipflbober jenseits der 5000er-Marke, Tendenz steigend. Bei zahlreichen Veranstaltungen und Rennen nehmen mehrere Hundert Fans teil.